# Chorisoblatta ectobioides
Chorisoblatta ectobioides är en kackerlacksart som beskrevs av Karlis Princis 1963. Chorisoblatta ectobioides ingår i släktet Chorisoblatta och familjen småkackerlackor. Inga underarter finns listade i Catalogue of Life.